# Anomalon punctatulum
Anomalon punctatulum är en stekelart som först beskrevs av André Seyrig 1935.  Anomalon punctatulum ingår i släktet Anomalon och familjen brokparasitsteklar. Inga underarter finns listade i Catalogue of Life.